# Bathybembix
Bathybembix is een geslacht van weekdieren uit de klasse van de Gastropoda (slakken).

## Soorten
- Bathybembix abyssorum (E. A. Smith, 1891)
- Bathybembix aeola (Watson, 1879)
- Bathybembix bairdii (Dall, 1889)
- Bathybembix delicatula Dell, 1990
- Bathybembix drakei Dell, 1990
- Bathybembix galapagana (Dall, 1908)
- Bathybembix humboldti Rehder, 1971
- Bathybembix macdonaldi (Dall, 1890)